# 秋間村
秋間村（あきまむら）は、群馬県の西部、碓氷郡に属していた村。

## 地理
- 河川：九十九川、秋間川

## 歴史
- 1889年（明治22年）4月1日 - 町村制施行により、東上秋間村、西上秋間村、中秋間村、下秋間村が合併して秋間村が成立する。
- 1955年（昭和30年）3月1日 - （旧）安中町、原市町、磯部町、東横野村、岩野谷村、板鼻町、後閑村と合併して安中町を新設する。
- 1958年（昭和33年）11月1日 - 安中町が市制施行して安中市となる。